# Trans Maldivian Airways
Trans Maldivian Airways — мальдівська авіакомпанія зі штаб-квартирою в Мале, що здійснює чартерні перевезення на гідролітаках по туристичним об'єктам всієї країни.
Портом приписки авіакомпанії є міжнародний аеропорт імені Ібрагіма Насіра в Мале.
У 2013 році компанія Blackstone викупила обидві мальдівські авіакомпанії Maldivian Air Taxi і Trans Maldivian Airways, які експлуатували гідролітаки, об'єднаний перевізник отримав назву, що збігається з офіційною назвою другий авіакомпанії.

## Історія
Авіакомпанія Hummingbird Island Helicopters була заснована в 1989 році і аж до 1997 року займалася чартерними туристичними перевезеннями на вертолітній техніці. У 1997 році компанія придбала свій перший гідролітак і після цього, припинивши використання вертольотів, до січня 1999 року переорієнтувалася виключно на гідроплани.
У 2013 році авіакомпанія увійшла до складу новосформованого укрупненого на базі двох мальдівських операторів перевізника, що отримав назву Trans Maldivian Airways.

## Флот

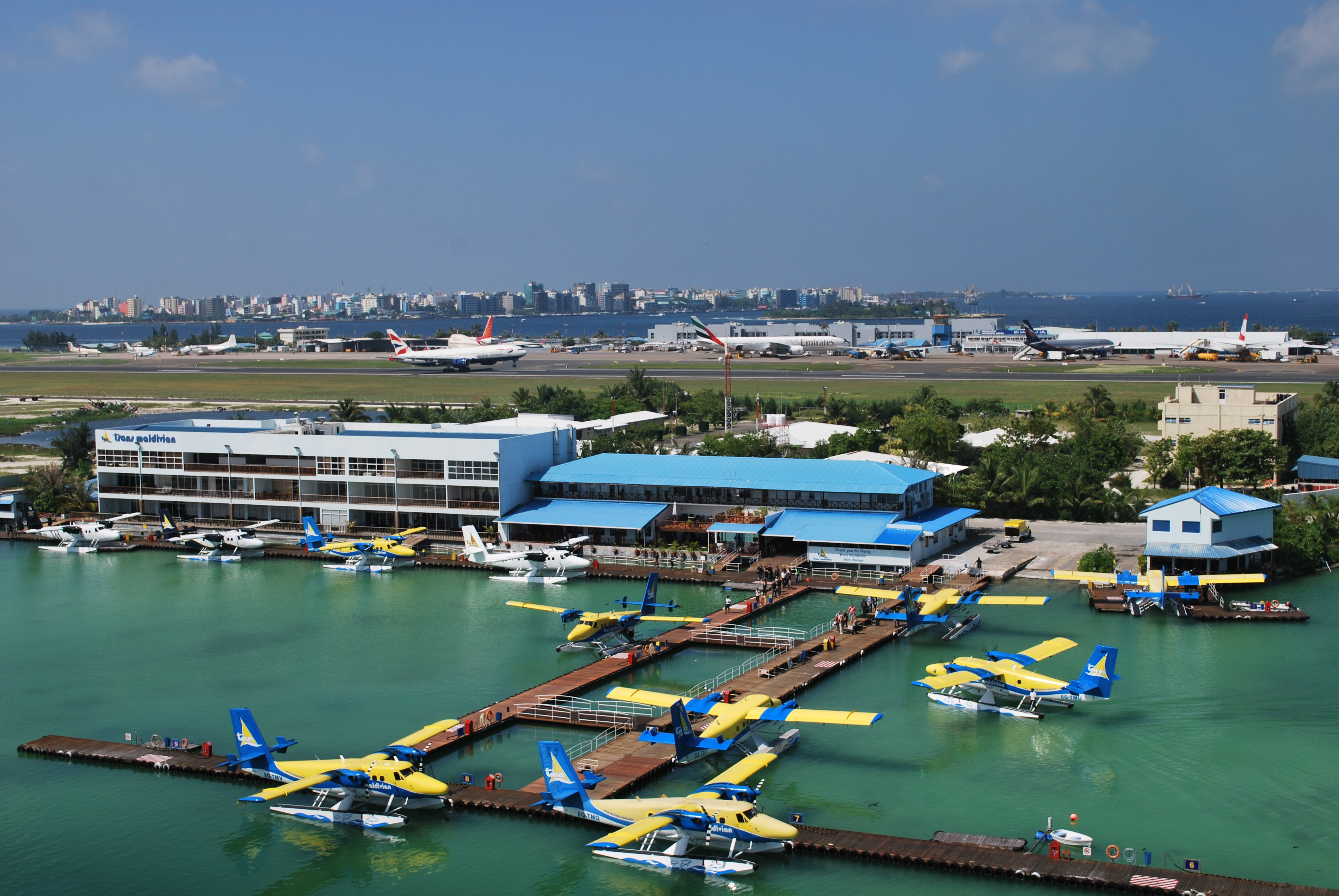
Термінал авіакомпанії Trans Мальдівській Airways

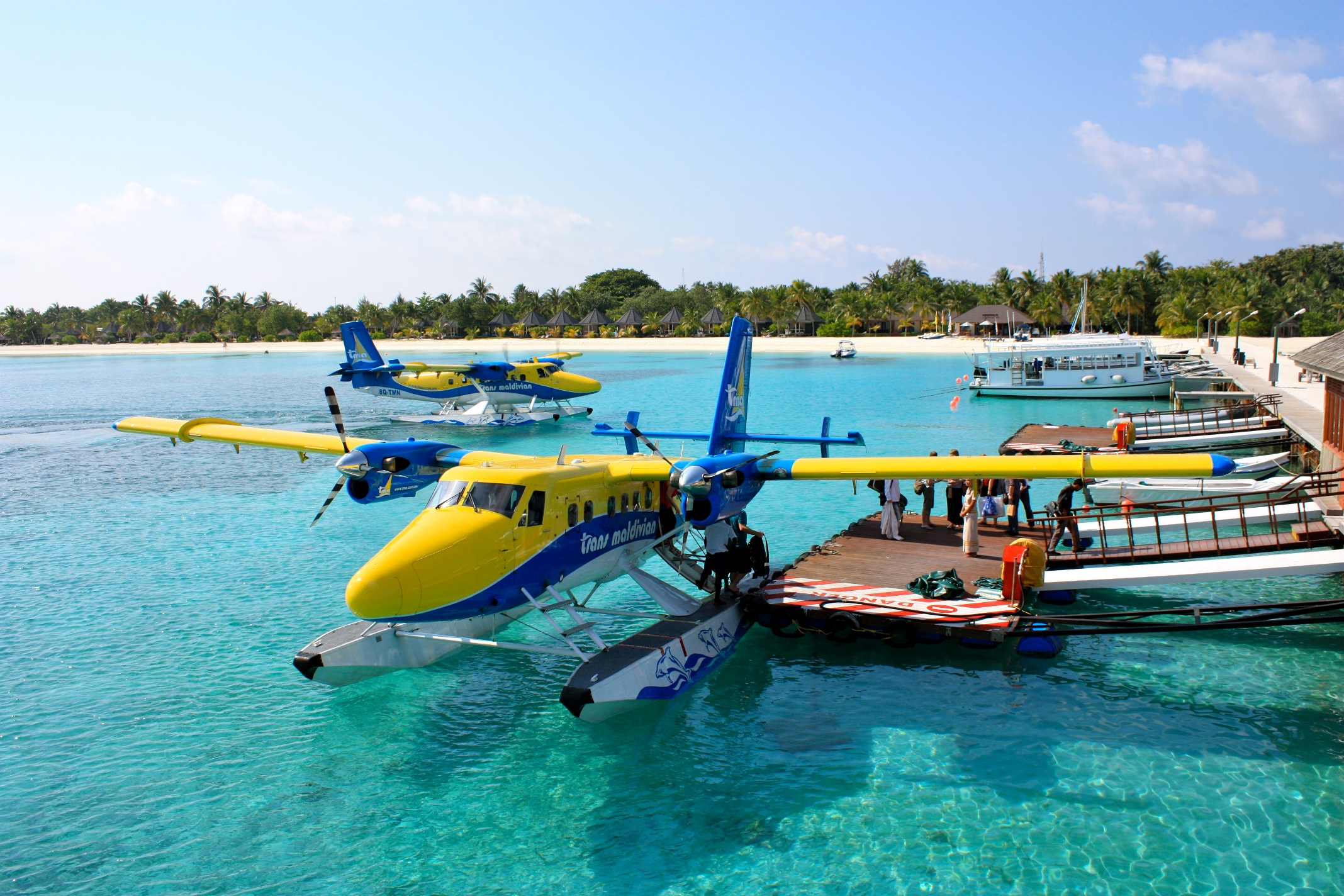
Літак авіакомпанії в Куреду

## Інциденти і авіаподії
До об'єднання під брендом Trans Maldivian  Airways:
- 19 лютого 2001 року. De Havilland Canada DHC-6 Twin Otter серії 100 (реєстраційний 8Q-TMA) зіткнувся з De Havilland Canada DHC-6 Twin Otter серії 300 (реєстраційний 8Q-TMH) при здійсненні посадки на Холідей-Айленд-Резорт. Постраждалих в результаті інциденту не виявилося.
- 17 травня 2004 року. De Havilland Canada DHC-6 Twin Otter серії 300 зіткнувся з дамбою злітно-посадкової смуги 18 міжнародного аеропорту імені Ібрагіма Насіра в результаті технічних проблем, що виникли відразу після зльоту з бази гідропланів в Хулуле неподалік від міжнародного аеропорту Мале. Обидва пілота і один пасажир отримали серйозні травми. Гідроплан був списаний і згодом використовувався компанією Viking Air Limited як демонстраційний об'єкт, а потім як прототип створення наступної 400-ї серії. У 2008 році гідроплан знову повернувся в експлуатацію як 400-та серія й отримав новий реєстраційний номер C-FDHT.